# Simon Kuznets
Simon Smith Kuznets (Pinsk, Keizerrijk Rusland (huidig Wit-Rusland), 30 april 1901 - Cambridge (Massachusetts), 8 juli 1985) was een Amerikaans econoom. Kuznets' voornaamste bijdrage aan de economische wetenschap was zijn empirische onderzoek naar de ontwikkeling van economische groei en inkomensverdelingen als functie van industrialisering, waarvoor hij in 1971 de prijs van de Zweedse Rijksbank voor economie won.
Kuznets lanceerde in de jaren 50 de theorie dat de inkomensongelijkheid binnen een land stijgt tijdens de ontwikkeling van een kapitalistische economie, om uiteindelijk weer te dalen als de ontwikkeling een bepaald niveau heeft bereikt. Deze theorie wordt grafisch weergegeven in de naar hem genoemde Kuznetscurve. Zij werd ondertussen weerlegd door de grotere inkomensongelijkheid in de Verenigde Staten en elders, zoals gedocumenteerd door Thomas Piketty in zijn boek Capital in the Twenty-First Century.

## Biografie
Kuznets werd geboren in een Joodse familie. Hij volgde een opleiding in Charkov, Oekraïne. In 1922 verhuisde hij naar de Verenigde Staten en volgde daar een opleiding aan de Columbia-universiteit. In 1923 kreeg hij zijn B.Sc., gevolgd door zijn M.A. in 1924, en Ph.D. in 1926.
Van 1925 tot 1926 bestudeerde Kuznets economische patronen in prijzen als Research Fellow aan de Social Science Research Council. Dit onderzoek leidde tot zijn boek Secular Movements in Production and Prices, gepubliceerd in 1930.
Van 1930 tot 1936 was Kuznets parttime professor aan de Universiteit van Pennsylvania. Van 1936 tot 1954 was hij hier professor economie en statistiek. Hij werd verkozen tot de Pi Gamma Mu social science honor society chapter.
In 1954 vertrok Kuznets naar de Johns Hopkins University, waar hij tot 1960 professor Politieke Economie was. Van 1960 tot aan zijn pensioen in 1971 gaf Kuznets les aan de Harvard-universiteit.
Simon Kuznets stierf op 84-jarige leeftijd.
1969: Frisch, Tinbergen ·
1970 : Samuelson ·
1971: Kuznets ·
1972: Hicks, Arrow ·
1973: Leontief ·
1974: Myrdal, Hayek ·
1975: Kantorovitsj, Koopmans ·
1976: Friedman ·
1977: Ohlin, Meade ·
1978: Simon ·
1979: Schultz, Lewis ·
1980: Klein ·
1981: Tobin ·
1982: Stigler ·
1983: Debreu ·
1984: Stone ·
1985: Modigliani ·
1986: Buchanan ·
1987: Solow ·
1988: Allais ·
1989: Haavelmo ·
1990: Markowitz, Miller, Sharpe ·
1991: Coase ·
1992: Becker ·
1993: Fogel, North ·
1994: Harsanyi, Nash, Selten ·
1995: Lucas ·
1996: Mirrlees, Vickrey ·
1997: Merton, Scholes ·
1998: Sen ·
1999: Mundell ·
2000: Heckman, McFadden ·
2001: Akerlof, Spence, Stiglitz ·
2002: Kahneman, Smith ·
2003: Engle, Granger ·
2004: Kydland, Prescott ·
2005: Aumann, Schelling ·
2006: Phelps ·
2007: Hurwicz, Maskin, Myerson ·
2008: Krugman ·
2009: Ostrom, Williamson ·
2010: Diamond, Mortensen, Pissarides ·
2011: Sims, Sargent ·
2012: Roth, Shapley  ·
2013: Fama, Hansen, Shiller  ·
2014: Tirole  ·
2015: Deaton  ·
2016: Hart, Holmström ·
2017: Thaler ·
2018: Nordhaus, Romer ·
2019: Banerjee, Duflo, Kremer ·
2020: Milgrom, Wilson ·
2021: Imbens, Angrist, Card ·
2022: Bernanke, Diamond, Dybvig ·
2023: Goldin ·
2024: Acemoglu, Johnson, Robinson
- Bibsys: 90176399
- Bibliothèque nationale de France: cb127745384 (data)
- Catàleg d'autoritats de noms i títols de Catalunya: 981058570341106706
- CiNii: DA00595972
- Gemeinsame Normdatei: 118931067
- International Standard Name Identifier: 0000 0003 6984 5768
- Library of Congress Control Number: n79099294
- Mathematics Genealogy Project: 199312
- Bibliotheek van het Japanse parlement: 00446562
- Nationale Bibliotheek van Tsjechië: jn20000603607
- Nationale bibliotheek van Australië: 35791145
- Nationale Bibliotheek van Israël: 987007302946205171
- Nationale Bibliotheek van Polen: a0000003157957
- Nationale en Universitaire bibliotheek Zagreb: 000096221
- Nederlandse Thesaurus van Auteursnamen: 068465564
- Istituto Centrale per il Catalogo Unico: CFIV108241
- SNAC: w6mw2jth
- Système universitaire de documentation: 056745206
- Trove: 1089426
- Virtual International Authority File: 240557688
- WorldCat: E39PBJr3m6cTp9hVw94wrpmDbd